# Deinoptila peniculata
Deinoptila peniculata là một loài bướm đêm trong họ Geometridae.